# Klaus-Peter Nabein
Klaus-Peter Nabein (República Federal Alemana, 10 de mayo de 1960-12 de octubre de 2009) es un atleta alemán retirado especializado en la prueba de 1500 m, en la que consiguió ser medallista de bronce europeo en pista cubierta en 1987.

## Carrera deportiva
En el Campeonato Europeo de Atletismo en Pista Cubierta de 1987 ganó la medalla de bronce en los 1500 metros, con un tiempo de 3:45.84 segundos, tras el neerlandés Han Kulker y su paisano alemán Jens-Peter Herold.